# Lanioturdus
Genre
Lanioturdus est un genre monotypique de passereaux de la famille des Platysteiridés. Il se trouve à l'état naturel en Angola en en Namibie.

## Liste des espèces
Selon la classification de référence du Congrès ornithologique international (version 7.3, 2017) :
- Lanioturdus torquatus Waterhouse, 1838 — Lanielle à queue blanche